# Йо (Пенсільванія)
Йо (англ. Yoe) — місто (англ. borough) в США, в окрузі Йорк штату Пенсільванія. Населення — 1055 осіб (2020).

## Географія
Йо розташоване за координатами 39°54′34″ пн. ш. 76°38′12″ зх. д. / 39.90944° пн. ш. 76.63667° зх. д. (39.909339, -76.636690).  За даними Бюро перепису населення США в 2010 році місто мало площу 0,62 км², уся площа — суходіл.

## Демографія
Згідно з переписом 2010 року, у селищі мешкало 1018 осіб у 431 домогосподарстві у складі 263 родин. Густота населення становила 1654 особи/км².  Було 458 помешкань (744/км²).
Расовий склад населення:
| - 90,8 % — білих - 4,2 % — чорних або афроамериканців - 0,5 % — корінних американців - 0,3 % — азіатів - 1,7 % — осіб інших рас |

До двох чи більше рас належало 2,6 %. Частка іспаномовних становила 4,3 % від усіх жителів.
За віковим діапазоном населення розподілялося таким чином: 26,4 % — особи молодші 18 років, 63,8 % — особи у віці 18—64 років, 9,8 % — особи у віці 65 років та старші. Медіана віку мешканця становила 31,3 року. На 100 осіб жіночої статі у селищі припадало 101,2 чоловіків;  на 100 жінок у віці від 18 років та старших — 95,1 чоловіків також старших 18 років.
Середній дохід на одне домашнє господарство  становив 51 095 доларів США (медіана — 40 893), а середній дохід на одну сім'ю — 57 927 доларів (медіана — 49 531). За межею бідності перебувало 20,1 % осіб, у тому числі 31,3 % дітей у віці до 18 років та 11,0 % осіб у віці 65 років та старших.
Цивільне працевлаштоване населення становило 477 осіб. Основні галузі зайнятості: освіта, охорона здоров'я та соціальна допомога — 26,0 %, виробництво — 16,4 %, роздрібна торгівля — 15,1 %.